# 刘佩瑛
刘佩瑛（1921年5月17日—2023年1月2日），女，四川双流人，中国蔬菜专家、园艺教育家，曾任西南农业大学教授、博士生导师。